# Atyphella scintillans
Atyphella scintillans là một loài bọ cánh cứng trong họ Đom đóm (Lampyridae). Loài này được Olliff miêu tả khoa học năm 1890.